# Bruno Paul

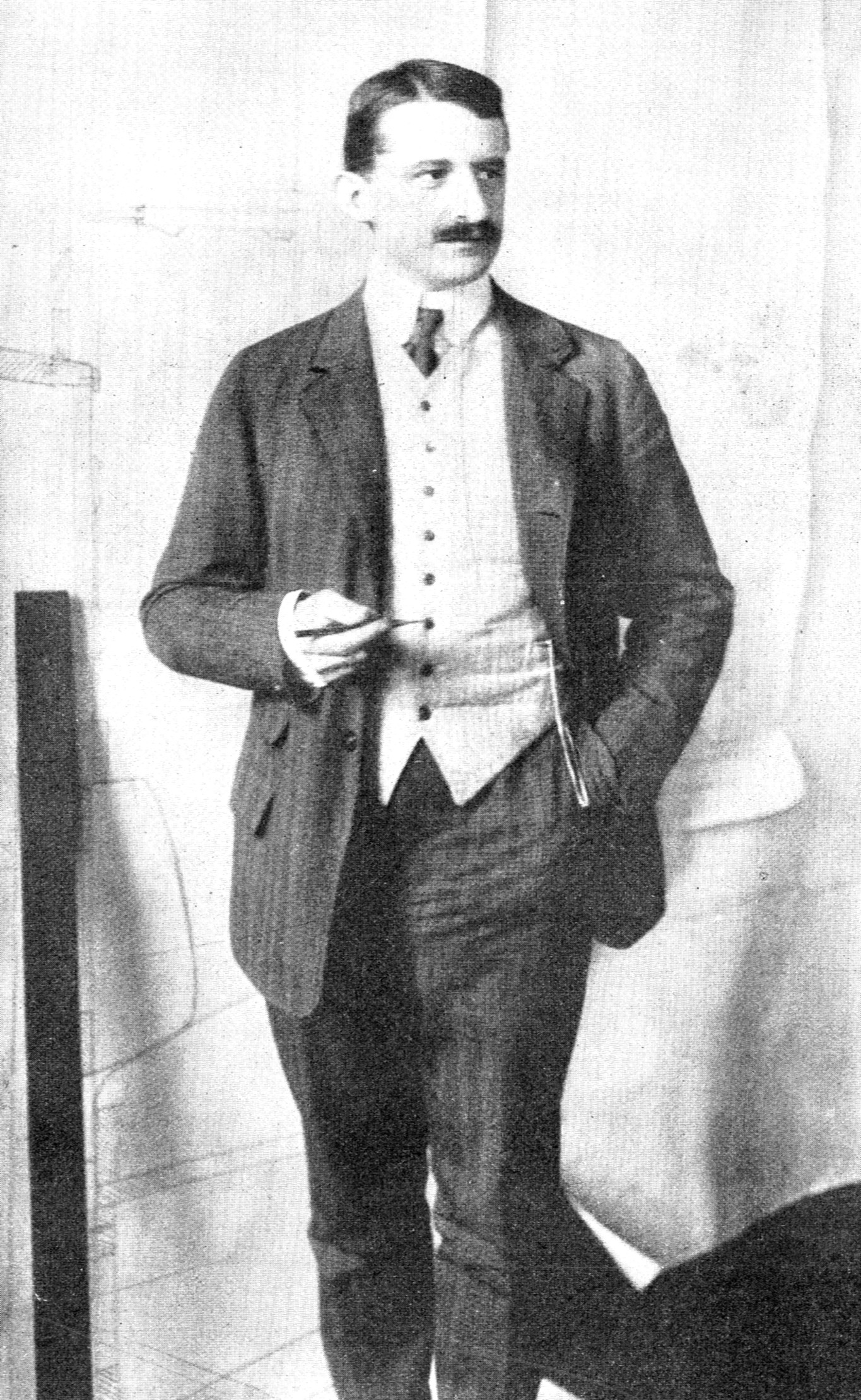
Bruno Paul.

Bruno Paul, född 19 januari 1874 i Seifhennersdorf i Sachsen, död 17 augusti 1968 i Berlin, var en tysk arkitekt, designer och konstnär.

## Biografi
Paul studerade i Dresden och München och var länge en av de allra främsta tecknarna i satirtidskriften "Simplicissimus"  och förgrundsgestalt i jugendrörelsen. Som arkitekt byggde han bland annat lanthus, men först och främst utförde han interiörer och möbler i modern karaktär, av sträng konstruktion och fin smak. Han erhöll stora priset på världsutställningen i Paris 1900, deltog därefter med stor framgång på utställningarna i Saint Louis 1904, Dresden 1906, Bryssel 1910 med flera. År 1907 blev han direktor för Kunstgewerbeschule i Berlin. Åren 1924–1933 var han professor och ledare för Vereinigte Staatsschulen für freie und angewandte Kunst i Berlin.